# Привреда Кине
Привреда Народне Републике Кине је друга највећа привреда на свету, иза САД, са производом од 15,2 трилиона $ (извор ММФ 2020). Она је и најбрже растућа велика светска привреда, са просечним годишњим растом од 10% у последњих 30 година. Кина је 2017. године постала највећа привреда на свету према паритету куповне моћи.
Номинални БДП по глави становника износи 10.839$ (извор ММФ 2020). Седамдесет процента БДП Кине потиче од приватног сектора. Мањи део од великих државних предузећа која се баве углавном енергетиком, тешком индустријом и комуналним питањима. БДП чине индустрија (40,5%), услуге (51,6%), пољопривреда (7,9%).
Кина је прва у свету по броју радне снаге са 778,7 милиона радно способних становника (2020). У пољопривреди ради 27%, индустрији 29% и сектору услуга 44% запослених (2018). Стопа незапослености износи 3,8% а стопа инфлације 2,9% (2020).

## Историја развоја
Године 1978. влада НРК почела је реформу привреде од централистички планиране социјалистичке привреде у тржишно оријентисану привреду са јаким утицајем државе и Комунистичке Партије Кине. Овај систем је добио разне називе: „социјализам са кинеским одликама“, „социјал-тржишни систем“, „црвени капитализам“. Реформе које трају од 1978. су економски оснажиле Кинезе и издигле их изнад границе сиромаштва (1981. године 53% било је испод границе, 2001. године 8%).
Од почетка реформи, власти су реформисале пољопривреду. Од великих колективних имања (комуна) направљени су мали приватни поседи, са пратећим малим предузећима која би потпомогла развоју пољопривреде. Подржано је и отварање агенција које су повезивале кинеске земљаше са страним агентима. Дозвољене су стране инвестиције и запошљавање страних образованих руководилаца који су са собом доносили искуства са запада. Ове мере Владе довеле су до жељених резултата: створен је нови систем које је омогућио пораст куповне моћи, животног стандарда, продуктивности. Влада се, такође, окренула међународној трговини као снажном покретачу економског раста. Кинески званичници објављују резултате по којима је БДП од 1978. удесетостручен. Већина стручњака са запада сматра да је кинески економски раст, заправо, ухватио замах тек у периоду 1989-2000. када је привреда почела и власнички да се заокружује, односно када су се тешким фабричким постројењима придружила мала и средња породична предузећа.

### Кинески тренд номиналног БДП-а 1952—2012.
Године 1952. укупан индустријски производ Кине је достизао 34,900 милиона јуана у данашњој новчаној вредности. То је чинило скоро 3% светске привреде и 1,5 пута је био мањи од производа Јапана или Индије тада.
Шездесетих година БДП Кине је порастао за 17%, седамдесетих 70% (када је претекла Индију), а у турбулентним осамдесетим 63%, и, коначно, у деведесетим, врхунац развоја, 175%. Ма како било, присутан је озбиљан проблем: Кина се развија само у свом приобалном појасу и јужним провинцијама. Напори који су уложени протеклих година у стимулацију развоја унутрашњих провинција и индустријског севера, или су пропали или су дали јако слабе резултате.
У осамдесетим годинама 20. века покушано је комбиновање централистичке планиране привреде са реформском тржишно оријентисаном како би се подигла продуктивност, животни стандард и ниво технологије, а спустила се захуктала инфлација, незапосленост и огроман буџетски дефицит. Кина је тежила пољопривредним реформама, напуштајући систем комуна и уводећи одговорнији, самосталнији, скоро газдински систем, који је сељацима омогућио већу слободу у доношењу одлука у оквиру пољопривредних активности. Влада је, такође, охрабривала неаграрне активности, као што су сеоске компаније у руралним пределима и промовисала већи степен самоуправљања у државним предузећима, истовремено подижући конкуренцију на тржишту и олакшавала директан контакт између домаћих кинеских трговинских и страних консалтинг предузећа.
Током осамдесетих, ове реформе су просечни годишњи раст попеле на 10% у пољопривреди и индустрији. У унутрашњости приходи су се удвостручили. Индустријски раст је све већи, посебно у обалним деловима близу Хонгконга и Тајвана где су стране инвестиције подстакле производњу робе за широку потрошњу у Кини и за извоз, те је производња намиривала потрошњу. Индустрија у руралним областима је износила 23% пољопривредне, што је значајно помогло запошљавању прекобројног радно способног становништва. Број грана лаке индустрије и роба за широку потрошњу је порастао. Тада започињу и реформе у фискалним, финансијским, банкарским и радно-социјалним системима.
С друге стране, овај систем је показао најгоре стране социјализма (гломазна бирократија, политичка корупција, непоштовање приватне својине, рестрикције и несташице електричне енергије, нафте и нафтних деривата) и капитализма (инфлација, велики и непремостиви јаз између богатих и сиромашних, нагла банкротства и пропадања предузећа). Према томе, Пекинг је морао да чини одређене компромисе, појачава и смањује контролу пословања, издаје налоге банкама за давање ултраповољних кредита великим државним компанијама и друго у зависности од периода који наступа. Крајем 1988. године, као реакција под налетом инфлације узрокованом лошом реформом ценовног система, власт представља нови програм који се базира на штедњи, мањој јавној потрошњи и већој одговорности.
Поновни узлет кинеска привреда доживљава почетком деведесетих. Денг Сјаопингова новогодишња посета Јужној Кини поново уздиже и покреће реформе. 15. конгрес КП Кине касније исте године даје пуну подршку Ксјаопинговом плану и поновним напорима за тржишним реформама, констатујући да је задатак НРК да у деведесетим формира социјал-тржишну привреду. На истој седници је усвојен план десетогодишњег развоја и читав низ пратећих докумената и протокола.
Током 1993. производња је расла, стране инвестиције су пуниле државни буџет, а економски раст поткрепљен стварањем више од 2000 Специјалних економских зона (СЕЗ). Прилив страног капитала учинио је СЕЗ веома функционалним, ефикасним и реално корисним. Пекинг је одобрио додатне дугорочне реформе којим либерализује тржиште и ствара услове за повећање конкуренције. Специјалним декретима из 1993- 1994. и 1995. године стварају се нове институције које су се бавиле јачањем тржишне привреде и централне контроле финансијског система; државне компаније настављају доминацију многим провредним гранама, с тим што конкуренција постаје све озбиљнија. Читав систем и званично добија назив „социјал-тржишна привреда“. Инфлација поново постаје велики проблем. Да би је оборила, Влада подиже интересне стопе камата и ревидира јавне инвестиционе пројекте. То је оборило инфлацију са 17%  1995. на 8%  1996. али је изазвало и негативне ефекте. Економски раст крајем деведесетих из ових разлога посустаје и почиње да опада, тако да 1998. и 1999. износи свега 7,8% и 7,1%. Полет поново започиње почетком новог миленијума, достижући 9,1% 2003, 9,5% 2004, 9,9% 2005. и 10,2% 2006.
Вицепремијер Кине, Нуанг Ђу, на Светском економском форуму 2005. године у Давосу (Швајцарска) предвидео је раст друштвеног производа са садашњих 2,25 билиона $ на 4,4 билиона $ 2020, и утростручење БДП/ст на 3000$.
У децембру 2005, Кинески Национални Завод за Статистику ревизијом утврђује да је БДП у 2004. био 16,8% процената већи него што је првобитно израчунато, те на тај начин Кину уздиже на 6. место у свету (престиже Италију чији БДП износи 2 билиона $). Почетком 2006. званичници НРК у званичном саопштењу начињеном уз помоћ стручњака прво сами себе проглашавају четвртом највећом привредом (престиже прво Француску, а затим и Уједињено Краљевство). Према оваквом документу скептичан је велики број стручњака. Међутим, неколико недеља након стигле су и потврде из међународних институција. До 2009. Кинези предвиђају да ће престићи и највећу европску привреду, Немачку (неки предвиђају и раније, узимајући у обзир стање немачке привреде последњих година) и тако постати трећа највећа светска привреда (иза САД и Јапана).
Централни Комитет КП крајем 2005. одобрава једанаести по реду петогодишњи план развоја за период 2006-2010, којим се предвиђа раст БДП од 45% и смањене потрошње енергената за 20%. Петогодишњи план предвиђа и стимулативни раст БДП од 7,5% и раст друштвеног производа са 18,2 билиона јуана на 26,1 билион 2010, односно по глави становника са 13,985 2005. на 19,270 2010.

## Изазови
У периоду 1995—1999. инфлација је падала, рефлектујући јачу монетарну политику Народне банке и јачу контролу цена хране. У то време Влада води озбиљне борбе за:
а) наплату пореза у далеким провинцијама и наплату пореза великим страним компанијама;
б) смањи степен корупције и привредног криминала;
в) одрже конкурентним велике државне компаније и оживи фирме губиташе које су у конкуренцији са иностраним, мешовитим и јаким домаћим приватним компанијама ослабиле и нису у стању да сервисирају дугове и исплаћују зараде.
Између 50 и 100 милиона радника из руралних области је прекобројно, те они своју шансу траже кроз запослење на краткорочним слабо плаћеним пословима. Популациона политика Владе НРК је озбиљно угрожена зато што су области у унутрашњим провинцијама све слабије подложне контроли и локални званичници нису у стању да се боре са становништвом, што због корупције, што због опадања угледа и ауторитета институција. Новији дугорочни проблем, све уочљивији, је и загађеност воде и ваздуха, ерозија земљишта итд. Кина наставља неконтролисано да губи обрадиво земљиште због ерозије и несинхронизованог економског развоја.

### Државне компаније
Упркос кинеском импресивном економском развоју, током последње две деценије реформа државних предузећа и модернизација банкарског сектора и даље остаје главни проблем. Више од половине великих кинеских државних компанија послује са губитком и несолвентно је. Током 15. Националног конгреса КП који је одржан у септембру 1997, председник Ђианг Цемин озваничио је план по којем би већина великих државних фирми (СОЕ) била приватизована, спајана, реструктурирана или затварана.
Слабашни банкарски систем највећа је жртва лошег пословања СОЕ-са, зато што банке морају да по директном налогу Владе наставе са давањем по њих саме веома неповољне позајмице како би несолвентне СОЕ опстале. Влада Народне Републике Кине се плаши да би у случају неисплаћивања зарада избиле масовне демонстрације. Према доктору Хијамлонгу, бившем гувернеру Народне Банке Кине, банке су давале кредите са каматним стопама на годишњем нивоу чак испод 2%. Оваква политика мера притисака на банке Владе НРК је и даље на снази, тако да су банке до сада исцрпле 48% својих новчаних средстава и могућности (што је по стандардима САД довољно за тачно четири банкротства).

### Прегрејаност привреде
Још једна претња кинеској привреди је и могућност да због рекордног и рапидног раста у последњој декади крене ка прегревању (стварању превеликих капацитета) и префорсирању инфраструктуре, и инфлацији које увећавају спољни дуг (подизање нових ненаплативих зајмова), траће изворе, и, парадоксално, подижу незапосленост. Кинески званичници одбијају да у целини признају проблем, али не могу да порекну да се у неким областима привреда озбиљно загрева што засигурно води експлозији, јер те области нису способне, односно немају довољно развијену инфраструктуру да издрже интензитет развоја. То постаје све неисплативије, па је тако, рецимо, према истраживањима Владе НРК у Индији профит сада три пута већи него у Кини.
Порески систем се такође истиче као велики кочничар стабилизације привреде. Влада, стога, планира пореске олакшице како би спречила неједнакост у развоју руралних и урбаних области и како би охрабрила државне компаније да се такмиче са иностраним.

### Недостатак радника (још један парадокс)
У 2005. је било већих захтева за радном снагом. Реформа је омогућила да радници сами бирају где ће се запослити, па су тако одлазили на радна места која у компанијама које су им нудиле веће плате и боље услове рада. То је довело до невероватног броја упражњених радних места у тешкој индустрији, нарочито у Фуџијан и Гуанг-Донг области. Недостатак радне снаге узрокован је и демографским трендовима популационе политике.
Њујорк тајмс је у априлу 2006. писао да цена рада у Кини расте и да је недостатак необразованог кадра нарастао на више од милион упражњених места. Фабрике чија се делатност заснива на јефтиној неквалификованој радној снази премештају се из удаљених провинција у околине градова или чешће у околне земље (Вијетнам, Бангладеш). Многи млади се радије одлучују за школовање него за рад уз минималне законом прописане плате. Као меру одбране, Влада стимулише оне раднике који се одлуче на такву врсту рада.

### Новчани диспаритет
Иако се мора нагласити да је животни стандард свима драстично порастао у односу на пре-реформску еру, у Кини је веома изражена разлика у богатству (новчани диспаритет). Многи страни и домаћи истраживачи оптужују недостатак политичких реформи, очајнички потребних да потпомогну економске реформе, као главног кривца за веома распрострањену корупцију у Кини, због чега се новац акумулира само у једном слоју друштва. По самом признању кинеске Владе, Кина је крајем деведесетих била друга земља света по изражености новчаног диспаритета, одмах иза Зимбабвеа, да би средином 200-тих претекла Зимбабве и склизнула на прво место. Ова чињеница поткрепљена је налазима званичних статистичара кинеске Владе, а први пут је објављена током Свекинеске Прве Пленарне Седнице Десете Народне Кинеске Политичке Консултативне Конференције одржане између 3. и 13. марта 2003. године у Пекингу, а које је изнео члан комитета господин Чен Минг, а која се недуго потом нашла у јавности, пласирана преко ХИХУА новинске агенције. Према налазима, до краја 2000. ГИНИ коефицијент (којим се мери диспаритет) је достигао 41,7% што је изнад крајње границе опасности од 40%. Као прилог, свега 3,5% Кинеза је зарађивало више од 2,500$ годишње, док је више од 50% зарађивало само 250$. Ова информација је даље поткрепљена истраживањима Бостон Консалтинг групе у сарадњи са Владом НРК, и резултат је објављен 17. октобра 2006 .у разним кинеским медијима, али је најзначајнији и најисцрпнији био чланак у једном од најтиражнијих кинеских дневника, «Кинеској младости». Где је објављен чак и податак који је запањио стручњаке: 1,5% кинеских породица (што је око 1,5 милиона)држи преко 70% кинеског капитала у својим рукама. На Западу је ситуација другачија: 5% породица држи нешто испод 60% укупног обртног капитала. Према томе, новчани диспаритет је 15 пута израженији него на Западу. Даље, у истраживања су укључени само легални токови новца (пријављена имања, акције, банкарски рачуни, плате и лична својина као што су намештај, кола и сл.), сива зона трговине и производње, шверц и сумњиви токови нису узимани у обзир јер је веома тешко, па и немогуће, израчунати о коликим се количинама богатстава ради, али се претпоставља да би тек онда резултати били поражавајући.
Проблем екстремног новчаног диспаритета се намеће као велики проблем економског развоја Кине. Ултраконзервативни кругови чак отворено намећу и заговарају идеју повратка Маоизму. Међутим, већина становништва кине, упркос свему овоме, и даље чврсто остаје решена да истрају у даљим реформама и предност дају слободном тржишту, показала је студија Центра за међународна и безбедносна истраживања Мериленд, са Универзитета у Мериленду.

## Пољопривреда
Главни пољопривредни производи су: пиринач, жито, кромпир, кикирики, чај, јечам, уљарице, памук, свињско месо, риба.
Кина је највећи светски произвођач пољопривредних добара на свету. Нешто испод 50% кинеског радно способног становништва запослено је у пољопривреди, иако је само 15,4% земљишта погодно за обраду. У Кини има 329 милиона фармера који углавном раде на малим комадима земље слично фармерима у САД. Готово сва обрадива земља се обрађује у прехрамбене сврхе, па је тако Кина у врху светских произвођача пиринча, кромпира, јечма, чаја, трске. Главне нејестиве, индустријске биљке су памук и уљарице које Кини обезбеђују огромну добит у спољној трговини. Извоз пољопривредних добара, поврћа и воћа, риба и шкољки, житарица и производа од житарица, меса и месних прерађевина, добрим делом је усмерен ка Хонгконгу. Приноси су велики, али се Кина нада још већем јер се улажу велики напори у унапређивању технологије и организовања производње.
Према извештају Светског програма УН-а за храну из 2003, Кина храни 20% светског становништва са 7% обрадивог земљишта.

## Индустрија
Кина се рангира као трећа земља света по фабричкој производњи.
Главни индустријски адути Кине су: челик и гвожђе, угаљ, машинска индустрија, текстилна и модна уопште, петролејска, цементна, хемијска, производња играчака, аутомобила, беле технике, телекомуникационих технологија и информационих технологија.
Индекс пораста индустријске производње: 12,6% (2002. попис)
Главне државне индустрије су индустрија гвожђа, челика, угља, машинска, лаких индустријских производа, текстилна и наменска индустрија. Ове гране индустрије су у периоду 1978-1989 слабо суштински реформисане. Према попису из 1999, забележено је 7.930.000 индустријских предузећа. Укупан број запослених у државним индустријским предузећима је износио око 24.000.000. У надолазећој деценији очекује се рапидан раст у аутомобилској индустрији, као и у петрохемијској. Машинска и електронска индустрија већ су постале главне извозне гране.

## Рад
Једна од особености кинеске социјалистичке привреде је било обећање сигурног запослења свим способним и вољним за рад и сигурност радног места током читавог живота. Неуспешне реформе из седамдесетих због обећања о сигурном запослењу потпуно су дестимулисале Кинезе за рад и, грубо говорећи, од Кинеза направиле не тако вредне људе. Ова социјалистичка политика се данас пежоративно назива «гвоздена пиринчана чинија».
1979-1980, реформисана државна предузећа су давала повишице запосленима, што се одмах одразило на инфлацију која је порасла између 6%-7%. Другим речима, иако су радници добили веће плате, њихова куповна моћ је опала, јер су за више новца могли да купе мање него пре, што их је учинило сиромашнијим. Држава је овај проблем покушала да реши тако што је радницима поделила бонове, државне обвезнице и разне донације.
Кина има Закон о раду који због својих лоших решења знатно олакшава свакодневне злоупотребе као што је неисплаћивање радника. Нови Закон о раду из 2006. је предложен и дат на јавну расправу. Нови Закон, према тренутном нацрту, допустиће колективне уговоре по форми и решењима сличне онима са Запада, иако ће и даље бити дозвољен рад само једном синдикату који је директно под управом Комунистичке Партије Кине. Закон подржавају радници, али ипак је у нескладу са стандардима Америчке привредне коморе или Европске коморе за рад. Очекује се да ће, ако буде одобрен са врха, нови Закон бити наметнут. Тренутни напори да се организује самосталан синдикат страних компанија присутних у Кини уродили су плодом у Вол-Марту. Али истоме се надају Истмен Кодак, Дел и друге компаније.

## Енергетика
| Електрична енергија | Електрична енергија           |
| ------------------- | ----------------------------- |
| Производња          | 2,19 билиона кВх              |
| Потрошња            | 2,17 билиона кВх              |
| Извоз               | 10,6 милијарди кВх            |
| Увоз                | 1.546 кБх                     |
| Извори              |                               |
| Фосилна горива      | 80.2%                         |
| Вода                | 18,5%                         |
| Остали              | 0,1%                          |
| Нуклеарна енергија  | 1,2%                          |
| Нафта               |                               |
| Производња          | 3,504 милиона барела/дан      |
| Потрошња            | 6,391 милиона барела/дан      |
| Извоз               | 340,300 барела/дан            |
| Увоз                | 3,226 милиона барела/дан      |
| Увоз за резерве     | 2,9 милиона барела/дан        |
| Резерве             | 18,26 милијарди барела        |
| Природни гас        |                               |
| Производња          | 35,02 милијарди кубних метара |
| Потрошња            | 33,44 милијарди кубних метара |
| Извоз               | 2,79 милијарди кубних метара  |
| Увоз                | 0                             |
| Резерве             | 2,53 билиона кубних метара    |

Током протекле деценије Кина је успела да задржи раст потрошње енергије на пола у односу на стопу раста БДП. Иако је потрошња енергије, под одређеним условима (у односу на БДП), пала, претпоставља се да ће се потрошња до 2020. удвостручити. Званична Кина има намеру да до 2020. године са тренутног начина снабдевања ел. енергијом (угља) пређе на нафту, природни гас, обновљиве изворе енергије и нуклеарну енергију.
НРК је протеклих година затворила преко 30.000 рудника угља како би спречила превелику производњу. Ово је смањило производњу угља за око 25%. Кина је заинтересована и за увоз нафте из Централне Азије, те је уложила значајна средства у нафтна поља у Казахстану. Кина планира и повећање производње природног гаса.
Пекинг намерава да настави са побољшањем енергетске ефикасности и промоцијом чистог коришћења угља. Само једна петина нових електрана на угаљ саграђених 1995-2000 има уграђен филтер и опрему за десулфатизацију. Интересовање за обновљиве изворе енергије расте, осим за хидроенергију, где се очекује да ће удео овог вида у укупном снабдевању Кине порасти за свега 1%-2%. Кинески енергетски сектор наставља да се сусреће са тешкоћама у проналажењу финансијских средстава за реструктурирање. Неслога локалних политичара задржава и спречава да се граде већа и значајнија постројења што доводи до даље балканизације.
Светска банка је израчунала да у је у Кини потребно 18 дана да бисте се прикључили на мрежу, за разлику од Индије где је потребан 81 дан.

## Средина
Пратећи производ кинеског убрзаног економског раста повећана је загађеност. 1998. године Светска Здравствена Организација пријавила је да је ваздух у 272 града широм света изузетно загађен. 7 од 10 светских најзагађенијих градова је било у Кини. Према истраживањима кинеских власти, у две трећине од 338 градова у Кини који су испитани, ваздух се сматра релативно или изузетно загађеним. Срчани и респираторни проблеми изазвани загађењем су водећи узроци смрти у Кини. Скоро све националне реке се сматрају загађеним, а половина популације има проблема са приступом питкој води. 90% воде из градских водовода је изузетно загађено. Загађеност воде на северу, посебно у Пекингу, је натерала Владу да разради план о алтернативном снабдевању воде, односно изградњом огромних постројења која ће пречишћавати воду из Јанг Це реке. Киселе кише падају на преко 305 кинеских територија. Овакво загађење Кину годишње кошта, према прорачунима експерата, око 7% БДП.

## Услуге
Кина се на свету рангира као девета у производњи услуга. И овом сектору се дугорочно гледано предвиђа сигуран раст.
Кинеска укупна трговинска размена у 2004. години премашила је 1 билион $ (1,12 билиона $ тачније), што је више него дупло у односу на 2001. Крајем 2004. Кина је постала трећа највећа трговачка сила на свету, иза САД и Немачке. Суфицит остварен трговином, међутим, износи свега 30 милијарди$, што је мање него 1998, али и више него 2003. Кинески највећи спољнотрговински партнери су Јапан, САД, Јужна Кореја, Немачка, Сингапур, Малезија, Русија и Холандија. Према статистици Бостон Универзитета, у размени са САД, Кина је 2006. године остварила суфицит од 170 милијарди$. Највећи извозник из САД у Кину је Вол-март чија сарадња по обиму мало заостаје за сарадњом Уједињеног Краљевства и Кине. Од 5 најпрометнијих светских лука, 3 су у Кини.
1991. године Кина приступа АПЕК-у, организацији која се заснива на слободној трговини земаља чланица. Претходница овоме био је експеримент кинеских власти са децентрализацијом трговинских комора у земљи и укидањем царина на одређене производе из увоза. Овакав експеримент био је праћен и бројним билатералним споразумима Кине са околним државама. 1986. године Кина је започела и преговоре за приступање СТО. Због различитих условљавања, најчешће САД, Кина је у ову организацију примљена тек 11. децембра 2001. године, после 15 година преговарања, што је и рекорд у историји СТО.
САД су једна од главних кинеских добављача авио опремом, различитом опремом за енергетику, компјутерима, индустријским машинама, сировинама. И поред овога, сарадња САД и Кине није на највишем нивоу због мера рестрикција САД према Кини и обрнуто. Крађа и непоштовање интелектуалне својине у Кини на Западу, првенствено у Европи и САД изазива званичну осуду, те неке компаније одустају од отварања својих фабрика на далеком истоку. Међутим, и ЕУ и САД немоћне су пред јефтиним фалсификатима, поготово што кинеске власти не чине готово ништа како би спречиле ово. Као контрамеру, конгрес САД је током 2005. године усвојио низ протекционистичких и рестриктивних мера, па је тако уведена и врло висока стопа пореза на велики број производа из Кине од чак 27,5%.
Обим трговине између Русије и Кине је достигао 29,1 милијарду $ у 2005. години и у односу на 2004 порастао је за 37,1%. Кина у Русију извози машине и електронику, хај-тек опрему и гардеробу. Русија је Кини осми највећи трговински партнер, док је Кина Русији четврти партнер по обиму трговине. Током 2005. године, Кина је у Русију уложила око једну милијарду долара, а у периоду од септембра до децембра 2006. чак 368 милиона долара. У Русији је тренутно активно преко 750 кинеских фирми.
Кинески увоз из Русије се углавном односи на енергенте који се у већини случајева превозе железницом, и увоз ел. енергије из Источног Сибира и руског Далеког истока. У ближој будућности се очекује раст обима сарадње Русије и Кине, јер Русија намерава да изгради нафтовод Источни Сибир – Тихи океан који ће се протезати уз границу са Кину. У изградњи је и највећи нафтовод на свету који ће спајати руски далеки исток, Кину и Индију.
Интернет се у Кини развија великом брзином. У 2006. години пријављено је нових 37.504.000 интернет прикључака и, занимљиво је да су преко 70% ADSL прикључци за Интернет. Светска Банка је прорачунала да је на телефонски прикључак у Кини потребно причекати 7 дана (насупрот 86 у Индији).